# Babik Reinhardt
Jean-Jacques „Babik“ Reinhardt (* 8. Juni 1944 in Paris; † 13. November 2001 in Grasse) war ein französischer Gitarrist des Gypsy-Jazz.

## Leben und Wirken
Reinhardt war der Sohn des legendären Jazzgitarristen Django Reinhardt und von Sophie Ziegler. Grundzüge des Gitarrenspiels brachte ihm seine Mutter bei, nachdem sein frühverstorbener Vater die musikalischen Grundlagen gelegt hatte. Ab dem vierzehnten Lebensjahr wurde er von Eugène Vées unterrichtet, mit dem er auch auftrat. Dann wendete er sich dem Piano zu und entschied sich erst 1959 für die Gitarre. Zu Beginn der 1960er Jahre spielte er (gemeinsam mit René Mailhes) Rock ’n’ Roll bei Glen Jack and his Glenners. Erst 1965 wandte er sich wieder dem Jazz zu und trat mit Jean-Luc Ponty auf. 1977 nahm er sein erstes, dem Gypsyswing verpflichtetes Album für Charles Delaunays Label Vogue auf. Immer im Schatten seines genialen Vaters war Babik Reinhardt einerseits Traditionswahrer und gründete ein Nouveau Quintette du Hot Club de France, spielte aber auch mit „moderneren“ Musikern wie Raphaël Faÿs, Christian Escoudé, Larry Coryell, Bobby Rangell, Didier Lockwood oder Boulou Ferré.
Babik Reinhardt starb am 13. November 2001 im Alter von 57 Jahren an einem Herzversagen in der südfranzösischen Stadt Grasse. Er war Vater von neun Kindern, darunter der Gitarrist David Reinhardt.

## Lexikalischer Eintrag
- Philippe Carles, André Clergeat, Jean-Louis Comolli: Le nouveau dictionnaire du jazz. Édition Robert Laffont, Paris 2011, ISBN 978-2-221-11592-3